# Leandro Montera da Silva
Leandro Montera da Silva, kurz Leandro (* 12. Februar 1985 in São Paulo), ist ein ehemaliger brasilianischer Fußballspieler.

## Karriere
Der 1,76 Meter große Stürmer begann seine Karriere im Nachwuchsbereich des SC Corinthians, bei dem er von 1993 bis 1999 unter Vertrag stand. Nach sechs Jahren beim Verein wechselte er zu Nacional AC (SP), wo er bis 2004 beim Jugendverein und 2005 in der ersten Liga unter Vertrag stand. Im Jahre 2005 absolvierte er jedoch keine Ligaspiele. Im gleichen Jahr unterschrieb er einen Leihenvertrag bei seinem Heimatverein FC São Paulo, mit dem er, wie zuvor nicht an Ligaspielen teilnahm. Seine ersten Ligaspiele bestritt er 2006 beim Verein Ōmiya Ardija, bei dem er für eine Spielzeit unter Vertrag stand. Während dieser Spielzeit absolvierte er sieben Ligaspiele und schoss ein Tor. Nach der Spielzeit unterschrieb er einen weiteren Vertrag für ein Jahr beim Verein Montedio Yamagata. 2006 nahm er an 40 Ligaspielen teil und konnte während der Spielzeit 23 Tore erzielen. Außerdem war er bei zwei Spielen des J. League Cups im Einsatz und erzielte vier Tore.
Nach der Spielzeit wechselte Leandro für zwei Jahre zum Verein Vissel Kobe, bei dem er im ersten Jahr an 32 Ligaspielen teilnahm und 15 Tore schoss. Zusätzlich absolvierte er drei Spiele des J. League Cups, wobei er zweimal ins Tor traf. 2008 bestritt er 25 Ligaspiele und traf sieben Pässe ins Tor. Er nahm an einem Ligaspiel des Kaiserpokals teil und schoss zweimal ins Tor und bestritt vier Spiele des J. League Cups mit einem Tor. In zwei Spielzeiten und 57 Ligaspielen konnte er 22 Tore erzielen.
In seinem letzten Jahr in Japan stand er beim Verein Gamba Osaka unter Vertrag, bei dem er 2009 an 21 Ligaspielen teilnahm und elf Tore erzielte. Des Weiteren bestritt er zwei torlose Spiele des J. League Cups und absolvierte sechs Spiele in der Asian Football Confederation, wovon er zehn Pässe ins Tor traf. Nach fünf Jahren in Japan wechselte er nach Katar.
In seiner ersten Saison nach dem Wechsel unterschrieb er zuerst einen Vertrag beim Verein Rio Branco, wurde jedoch kurze Zeit später vom Verein al-Sadd Sports Club für sieben Millionen Dollar gekauft. In der ersten Saison 2010/11 stand er für 20 Ligaspiele unter Vertrag und erzielte 20 Tore. Des Weiteren nahm er an zwei torlosen Spielen des Emir of Qatar Cup, vier Spielen des Sheikh Jassim Cups teil und konnte neun Tore erzielen und bestritt sechs Spiele des Asian Football Confederation (AFC), wo er fünf Tore erzielte. In der Saison 2010/11 nahm er an acht Ligaspielen teil und traf dreimal ins Tor. Außerdem absolvierte er sechs torlose Spiele des AFC. Von 2012 bis 2014 bestritt er keine Ligaspiele beim Verein. Nach zwei Spielzeiten beim Verein unterschrieb er einen Vertrag beim Verein al-Rayyan SC. Während der Spielzeit bestritt er vier Ligaspiele und erzielte vier Tore sowie fünf Spiele des AFC und erzielte ein Tor.
2012 stand er wieder beim japanischen Verein Gamba Osaka unter Vertrag. Für Gamba Osaka bestritt er 34 Ligaspiele und erzielte 27 Tore. Ab 2014 stand er bei Kashiwa Reysol in Kashiwa unter Vertrag. 2015 kehrte er zu Vissel Kōbe zurück. Für Vissel spielte er bis Mitte 2018. Der Zweitligist Tokyo Verdy nahm ihn ab Juli 2018 unter Vertrag. Für Verdy absolvierte er 36 Zweitligaspiele. Nachdem sein Vertrag nicht verlängert worden war, war er bis Anfang April 2021 vertrags- und vereinslos. Am 9. April 2021 unterschrieb er in seiner Heimat in São Paulo einen Vertrag beim Nacional AC.

## Erfolge
al-Sadd Sport Club
- AFC Champions League: 2011

Kashiwa Reysol
- Copa Suruga Bank: 2014

## Auszeichnungen
AFC Champions League
- Torschützenkönig: 2009 (10 Tore)

J1 League
- Torschützenkönig: 2016